# جعفرآباد جنگل (تهران)
نقشهٔ جعفرآباد جنگل
جعفرآباد جنگل (تهران)، روستایی در جنوب تهران از توابع بخش آفتاب شهرستان تهران در استان تهران ایران است.

## جمعیت
این روستا در شهرستان تهران دهستان خلازیر قرار دارد و براساس سرشماری مرکز آمار ایران در سال۱۳۹۵، جمعیت آن ۵۱۵ نفر (۱۷۱خانوار) بوده‌است.

## تاریخچه
زمین‌های اینجا متعلق به فردی به نام جعفر بود. در دوران قاجار اقوام مختلفی برای زندگی در زمین‌های جعفرخان به اینجا آمدند و با کشاورزی و دامداری در زمین‌های او روزگار می‌گذراندند. این افراد به تدریج خانه ساختند و سنگ بنای اولیه روستای جعفرآباد را گذاشتند. در گذر زمان مالک این زمین‌ها هم به ارباب جعفر معروف شد. البته بعضی او را کدخدا جعفر و تعدادی هم جعفرخان صدا می‌کردند. با رونق کشاورزی مهاجران در زمین‌های کدخدا جعفر اینجا دیگر سوت و کور نبود و زندگی در آن جریان پیدا کرده بود. همین عامل باعث شد تا برخی افراد قطعه زمین‌هایی را از جعفرخان خریده و اقدام به ساخت خانه‌هایی کاهگلی در کنار زمین‌های کشاورزی کنند.
مردم این منطقه از ایام قدیم شغل اصلی آنها کشاورزی و دامداری بوده است و به طور کلی هنوز هم کشاورزی و دامداری در این منطقه رونق بسیاری دارد و از جمله محصولات این منطقه مانند :گندم و ذرت و سیفی جات است 
جعفرآباد به دلیل پوشش خوبی که از درختان دارد و دارای محیطی سر سبز است روزهای تعطیل در فصل بهار و تابستان به مکان خوبی برای برای پیک نیک های آخر هفتگی برای مردم جنوب شهر تهران تبدیل شده است.